# Бёльше, Вильгельм
Вильгельм Бёльше (нем. Wilhelm Bölsche; 2 января 1861, Кёльн — 31 августа 1939, Шклярска-Поремба) — немецкий писатель и критик.

## Биография
Писательский талант Бёльше проявился в культурно-историческом романе из времен Марка Аврелия Paulus (1885), в юмористическом романе времён Римской империи Der Zauber des Königs Arpus (1887) и в романе из современной жизни «Die Mittagsgottin» (1891). Свои теоретические взгляды, примыкающие во многом к импрессионизму, Бёльше изложил в сочинении Die naturwissenschaftlichen Grundlagen der Poesie. Prolegomena einer realistischen Aesthetik. Бёльше состоял в берлинском Фридрихсгагенском кружке, объединявшем молодых писателей, среди которых были также братья Генрих и Юлиус Гарт, а также Герхарт Гауптман. Вместе с критиками Бруно Вилле и Г. Тюрком создал в Берлине первый немецкий рабочий театр «Фрейе фольксбюне» («Свободная народная сцена»; 1890). В 1914 году театр стал Театром «Фольксбюне» («Народная сцена»).
Писал научно-популярные книги.